# انجمن شیمی فرانسه
انجمن شیمی فرانسه (SCF) یک انجمن علمی و تخصصی در زمینه موضوعات مرتبط با علم شیمی است که در سال ۱۸۵۷ توسط شیمیدانان فرانسوی تأسیس شد.

## همچنین ببینید
- انجمن سلطنتی شیمی،۱۸۴۱[۲]
- انجمن شیمی آمریکا،۱۸۷۶[۲]